# 贺兰山棘豆
贺兰山棘豆（学名：Oxytropis holanshanensis）为豆科棘豆属下的一个种。产内蒙古贺兰山。生于海拔2030-2400米的山沟和山麓。模式标本采自内蒙古贺兰山。